# Antonia Mesina
Blahoslavená Antonia Mesina (21. června 1919 Orgosolo – 17. května 1935 Orgosolo) byla to italská panna a mučednice, která se stala patronkou mučedníků a obětí znásilnění.

## Život
Antonia Mesina se narodila jako druhá ze šesti dětí v chudé rolnické rodině. Po ukončení čtyř ročníků školy zůstala doma s matkou, trpící vážnou srdeční chorobou, aby jí pomáhala s vedením domácnosti. Od deseti let byla aktivní členkou Katolické akce.

## Smrt
Po návratu ze mše se 17. května vydala Antonia s třináctiletou kamarádkou do lesa pro dříví, aby měli doma na čem upéct chleba. V blízkosti rodného domku byla přepadena Janem Ignácem Catgiou, který se ji pokusil znásilnit. Urputně se bránila a pokusila se mu utéci, ale rozzuřený útočník ji kamenem ubil k smrti. Když na místo dorazili četníci, přivolaní kamarádkou, byla již mrtvá.

## Blahořečení
Pohřbena byla na hřbitově v rodné vesnici, ale o necelé čtyři roky později byly její ostatky přeloženy do nové rakve a umístěny pod nově vztyčený pomník. V roce 1983 pak byly převezeny do kostela Krista Spasitele v Orgosolu.
Papež sv. Jan Pavel II. ji blahořečil 4. října 1987, spolu s ní byla blahořečena i Pierina Morosini, která měla podobný osud. Kanonizační proces dosud nebyl uzavřen. Katolická církev slaví svátek Antonie Mesiny ve výroční den její smrti – 17. května.